# Lágy szárú növény

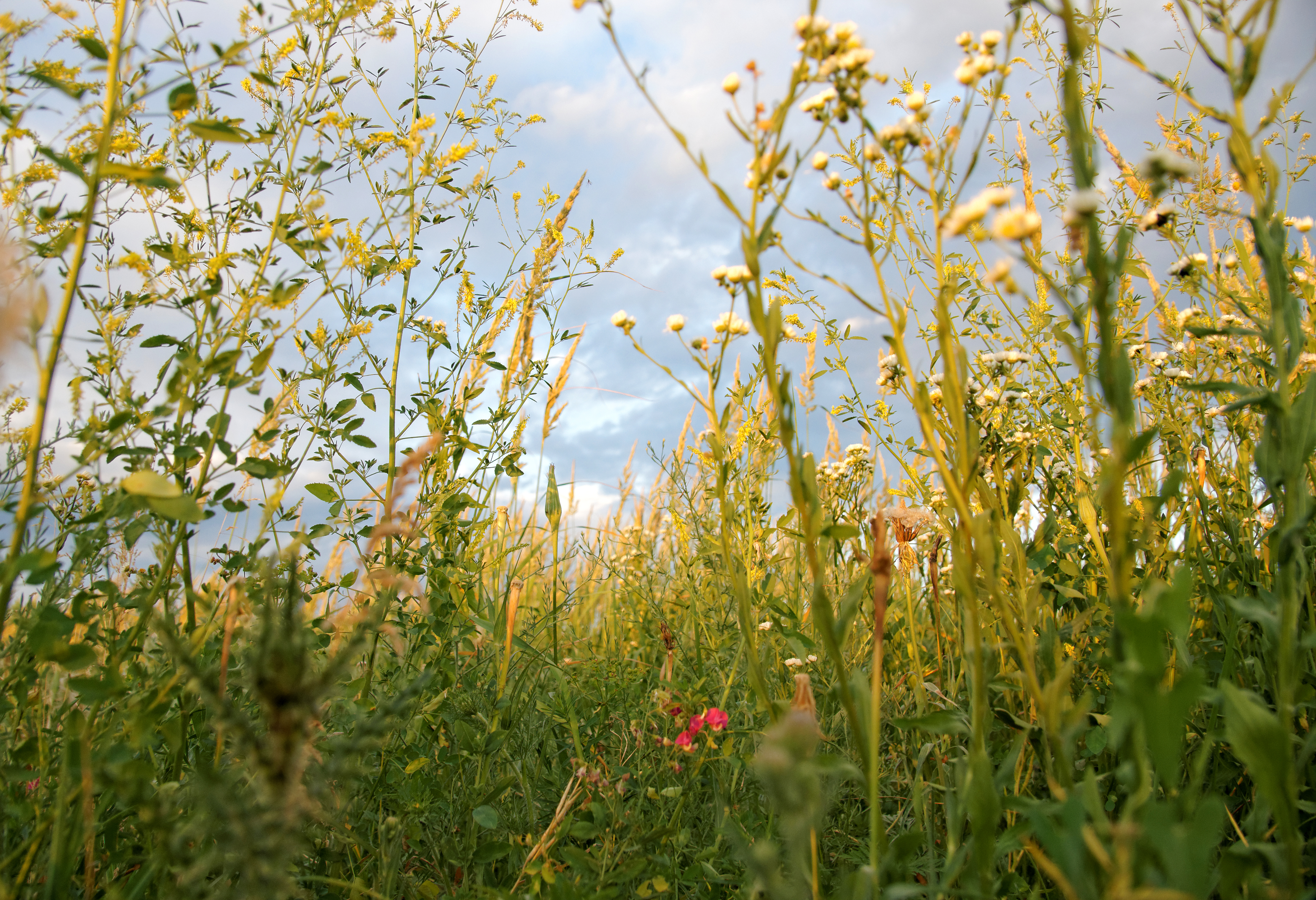
Lágy szárú növények

Lágy szárú növényeknek vagy lágyszárúaknak azokat a növényeket nevezzük, melyekre nem jellemző a másodlagos növekedés, ellentétben a fás szárú növényekkel. A lágyszárúak között lehetnek egyéves (vagy efemer), kétéves vagy évelő növények is. Azokat a lágyszárúakat, melyek viráguk, illetve virágaik miatt esztétikai, művészi, szimbolikus vagy díszítő jelleggel bírnak az ember számára, egyszerűen virág néven is nevezik.
Az egyéves lágyszárúak virágzásuk és letermésük után teljesen elpusztulnak, magról nőnek újra.
A kétéves és évelő lágyszárúak levelei és szára a tenyészidőszak végével elhalnak, de a föld alatti részek megmaradnak. A száraz évszak vagy a téli lehűlés átvészelése után a gyökérből és a föld alatti szárból, valamint (a tőrózsás növényeknél) a talaj szintjére lelapuló levélszövetből indul újra a növekedés az új tenyészidőszakban. A legtöbb fűféle a kétéves/évelő lágyszárúakhoz tartozik.
Ezzel ellentétben, a fás szárú évelő növények szára életben marad a pihenőidőszak alatt is, és a föld feletti szárból indul újra a növekedés: fák, cserjék, liánok tartoznak ide.
Egyes, főleg egynyári, gyors növekedésű lágyszárúak pionír, avagy korai szukcessziós növények. Mások stabil életközösségek fő növényzetét alkotják, előfordulva az erdők talajszintjén vagy nyílt élőhelytípusokban, mint rétek, mocsarak vagy sivatagok.

## Fordítás
- Ez a szócikk részben vagy egészben a Herbaceous plant című angol Wikipédia-szócikk ezen változatának fordításán alapul.  Az eredeti cikk szerkesztőit annak laptörténete sorolja fel. Ez a jelzés csupán a megfogalmazás eredetét és a szerzői jogokat jelzi, nem szolgál a cikkben szereplő információk forrásmegjelöléseként.